# Abu'l Wafa al-Kurdi
Taj al-Arifin es-Seyyid Muhammad Abu al-Wafa (Tyrkisk: Tâcü'l Arifîn es-Seyyid Ebu'l Vefâ) (1026 – 1107) var en Kurdisk sufi-sheikh fra Irak. Abu'l Wafa blev også kendt under tilnavnet "Kâkes", "Kurdi" og "Baghdadi". Han blev født i den kurdiske landsby Qusan. Abu'l Wafa har en menakıbname, som er en legendarisk saga-agtig livsberetning (en hagiografi).
Hans far var Seyyid Muhammed "Azîzî" og hans mor var kurderen Fatima "Umm Gulsum".

## Baggrund
Abu'l Wafa's far var oprindeligt flyttet fra de irakiske landsbyer Zebâle og Hayâsem. Han opholdt sig skiftevis i mellem disse to landsbyer, indtil han måtte flygte (efterkommere af Imam Hussein blev angiveligt udsat for forfølgelse under Seyyid Azîzîs levetid). Hans flugt led ham til området hvor den kurdiske Bani Narjis stamme opholdt sig. Her valgte han at bosætte sig og blev senere gift med Fatima, med hvem han fik Abu'l Wafa, som blev født Rajab 12 år 417 ifølge muslimsk tidsregning.
Det vides at Abu'l Wafa's far, Seyyid Azîzî havde en lille søn (ved navn Sâlim) fra en anden kone, som han blev nødt til at forlade ved sin flugt.
Abu'l Wafa er nedstammet fra Imam Ali i 13. generation:
- 1.. Imam Ali
- 2.. Imam Hussein
- 3.. Imam Zeyn'el-Abidin
- 4.. Seyyid Hussein
- 5.. Seyyid Yahya
- 6.. Seyyid Hasan Faki
- 7.. Seyyid Zeyd
- 8.. Seyyid Hussein
- 9.. Seyyid Muhammed
- 10. Seyyid Ali
- 11. Seyyid Zeyd
- 12. Seyyid Muhammed Kebir "Arîzî"
- 13. Seyyid Abu'l Wafâ Tâj al-Ârifîn

## Abu'l Wafa's fødeby
Abu'l Wafa's fødeby og oprindelseslandsby er endnu ikke blevet geografisk lokaliseret. Det vides at Abu'l Wafa's far, Seyyid Azîzî, var bosat i landsbyerne, der hed Zebâle og Hayâsem. Abu'l Wafa selv blev født i en landsby i "Irak" kaldt Kusan, men det vides at han også opholdte sig i en landsby kaldt Kalmina.
I osmanniske kilder fra 1530 findes en landsby ved navn "Zibâle", som var beliggende ca. 10 km. nord for Harran i det nuværende Şanlıurfa i Tyrkiet. Denne landsby eksisterer stadig i dag under navnet "Giyimli" og kan godt have været en de førnævnte landsbyer, som Abu'l Wafa's far var bosat. I det 16. århundrede var der i Nordirak en landsby, som blev kaldt "Bâb-i Haysam", hvilket godt kan have været Hayâsem, som var den anden landsby, Seyyid Azîzî opholdt sig i.
Vi ved også Sheikh Macid-i Kurevî, som var en af Abu'l Wafa's elever, angiveligt var begravet i landsbyen Babilan omkring Dakuk (Tawuq) i Nordirak, hvilket er en indikation på, at Abu'l Wafa havde en tilknytning til området.
Med hensyn til Abu'l Wafa's egen fødeby, Kusan, beskrives denne som være placeret i "Irak". Men den historiske betegnelse på området "Irak" var ikke identisk med staten Irak's fysiske grænser i dag. Det vides, at det var udbredt at skelne imellem regionerne Irak-i Acem, som refererede til området omkring det nuværende Iran og Irak-i Arab, som refererede til områderne omkring det nuværende Irak. Hvorvidt landsbyen Kusan findes i Nordirak bør undersøges nærmere. Men en landsby som i dag hedder "Kûsan" kan i hvert fald findes i Afrin-provinsen i det nordvestlige Syrien.
"Kalmina", som var en anden landsby, som Abu'l Wafa også tit befandt sig i, kunne godt have været den nordirakiske landsby, der i det 16. århundrede gik under navnet "Halmin".
Imam Zayn al-Abidin siges også at være begravet 7 km. nordøst for Dakuk. Disse oplysninger kan ses som en indikation på, at Abu'l Wafa's far muligvis enten kunne have været fra Harran-området og derefter have flyttet til det nordlige Irak, eller at have flyttet til området fra et andet område i Nordirak. Det kan også tænkes, at Abu'l Wafa var aktiv i et større område, som strakte sig over skæringsområderne mellem det nuværende Irak, Tyrkiet og Syrien.
Abu'l Wafa giftede sig desuden med en kvinde ved navn "Husniyye", som var datteren af sheikhen Acemî fra landsbyen "Kesriyye". Denne landsby skulle angiveligt ligge i "øst". Tages også navnet "Acemî" i betragtning, tyder det på, at der er tale om en iransk landsby.

## Abu'l Wafas lære
Abu'l Wafa besad en pro-shiitisk tasawwuf-lære, som ikke blev velset af ortodoks-muslimske kredse. Han samlede sig utrolig mange elever (murid), og lagde navn til den orden han var prædikener for, Wafaiyya-ordenen.
Abu'l Wafa var en batini, som skelnede mellem en eksoterisk viden (zâhir) og en skjult esoterisk viden (bâtin):

"Der findes spørgsmål som [både] almindelige mennesker (avâm) samt "mystikere" (havass) kan forstå, disse er eksoteriske (zâhir). Det vil sige at religiøs rådgivning er synlige (zâhir) og det samme gælder for sharias love. Der er også de udtalelser, som mystikerne forstår, men de almindelige mennesker ikke forstår. Dette er den hemmelige videns love (ahkâm-ı Ledünniyye) samt den ultimative sandheds tegn (işarat-i hahikiyye)."

Det fremgår af hans menakıbname, at han var en sufi-leder (sheikh), som fik samlet sig en masse elever (murid).
Samtaler og diskussioner med disse elever afslører også, at han lagde meget vægt på både udvendig og indvendig renlighed, at han udførte zikr og sema'.
Ifølge Abu'l Wafa, var der også forskellige former for "islam" og derfor også forskellige gældende regler, afhængig af hvem man er. I en af hans samtaler, fortæller han, at det ikke er alle, der får positive resultater ved at udføre sema'. Her mener han, at det afhænger af, hvilket spirituelle stadium man har opnået, at det ikke er alle stadier, der er værdige til sema'. Nogen vil udvikle sig som mennesker, deres kærlighedsflamme vil blusse op, mens ikke-egnede folk vil eftergive sig deres lyster i endnu højere grad. For nogen er det derfor direkte anbefalet, at lave sema'.
I en anden samtale, besvarer Abu'l Wafa spørgsmålet om "Hvad er tawhid?" tre gange, med tre forskellige svar. I disse svar giver Abu'l Wafa tre forskellige definitioner af tawhid til tre personer på forskellige spirituelle stadier. Han forklarer at enhver "kop" kun kan fyldes op med koppens eksisterende kapacitet og refererer således til menneskers forskellighed. Han fortsætter ved at sige at alle kun "kan opnå forståelse i forhold til deres eget niveau og deres egen kapacitet".
Ved en forsamling mellem hans egne elever og elever fra Bayazid-i Bastami's tariqah, lader Abu'l Wafa 20 af sine egne elever indgå et broderskab (muwakhat) med 20 af Bastami's elever. Dette er et broderskab som stammer fra Muhammeds levetid, da han udvalgte Ali til sin egen bror.